# Wilhelm Dieckmann (Widerstandskämpfer, 1902)
Wilhelm Dieckmann (* 1. Februar 1902 in Dresden; † 27./28. Februar 1934 ebenda) war ein deutscher Kletterer, Bergsteiger und Widerstandskämpfer gegen den Nationalsozialismus.

## Leben
Dieckmann stammte aus einem sozialdemokratischen Elternhaus. Nach dem Schulbesuch absolvierte er eine Schlosserlehre. Bereits als Jugendlicher war er sportbegeistert und liebte Natur und Berge, so dass er dem 1895 gegründeten „Touristenverein ‚Die Naturfreunde‘“ (TVDN) und wenig später der SPD beitrat. Als sächsischer Landesverband und Unterorganisation des TVDN bildeten sich Mitte der 1920er Jahre die Vereinigten Kletterabteilungen (VKA) heraus, die auch unter dem Namen Rote Bergsteiger bekannt wurden. Diesen schloss sich Dieckmann an und wechselte in die KPD. 1930 wurden die Roten Bergsteiger aus dem Touristenverein ausgeschlossen. Die KPD-nahen Sportler bildeten fortan die Naturfreunde-Opposition. Vereinigte Kletterabteilungen e.V. (NF-O VKA).
Beim Verteilen von antifaschistischen Flugblättern vor den Kasernen in der Königsbrücker Straße in Dresden wurde er verhaftet und blieb elf Monate in Untersuchungshaft, bevor es vor dem Reichsgericht in Leipzig zum Prozess gegen ihn kam, bei dem er aus Mangel an Beweisen 1932 freigesprochen wurde. Am 15. März 1933 wurde er erneut verhaftet und im KZ Hohnstein inhaftiert. Aufgrund von Misshandlungen musste er im Krankenhaus Pirna behandelt werden. Im Oktober 1933 erfolgte seine Entlassung. Er arbeitete im Anschluss in der Illegalität und organisierte zwei Transporte von Braunbüchern über den Reichstagsbrand und anderen Aufklärungsschriften über den Terror des Nationalsozialismus über die tschechoslowakisch-deutsche Grenze im Osterzgebirge im Dezember 1933 und Januar 1934.
Nachdem es der Gestapo gelungen war, in das Netzwerk der Roten Bergsteiger einzudringen, wurde er am 20. Februar 1934 zum dritten Mal verhaftet. Über ihn wurde versucht, gegen weitere Bergsteiger, die illegal Widerstand leisteten, vorzugehen. Aus diesem Grund wurde er am 24. Februar 1934 auf dem Hauptbahnhof Dresden als Lockvogel an den in das Elbsandsteingebirge fahrenden und von vielen Wanderern und Bergsteigern benutzten Zügen eingesetzt. Es tappte jedoch keiner in die Falle. In der Nacht vom 27. zum 28. Februar 1934 fand Wilhelm Dieckmann den Tod. Offiziell wurde die Version vom Selbstmord verbreitet. Für seine Freunde stand jedoch fest: Wilhelm Dieckmann ist nicht der Mensch, der Selbstmord begeht!
Seine Trauerfeier fand am 6. März 1934 unter reger öffentlicher Anteilnahme statt.

## Ehrung
Seit 1958 wurden auf Anregung von Hans-Joachim Heusing zu Ehren von Wilhelm Dieckmann über 50 Jahre ein Gedächtnislauf sowie eine Wanderung organisiert.